# May Robson
May Robson (Moama; 19 de abril de 1858 – Nueva York; 20 de octubre de 1942) fue una actriz australiana. Gran actriz teatral de finales del siglo XIX y comienzos del XX, Robson es sobre todo conocida por las docenas de películas que filmó en la década de 1930, con más de setenta años de edad, usualmente interpretando a ancianas con corazón de oro.

## Biografía
Su verdadero nombre era Mary Jeanette Robison, y nació en Moama, Nueva Gales del Sur, Australia. Siendo adolescente llegó a los Estados Unidos, enviudando en 1884, tras lo cual decidió dedicarse a la interpretación a fin de sacar adelante a su familia, consiguiendo llegar a ser una destacada actriz teatral en las siguientes décadas. 
Fue protagonista del film mudo de 1916 A Night Out, adaptación de la pieza que ella coescribió, The Three Lights. Hizo otros varios filmes mudos, y superó con éxito la transición al cine sonoro. 
En los años treinta rodó un total de 45 películas. Entre sus papeles protagonistas figura el de la producción de 1931 The She Wolf. También fue protagonista del segmento final de If I Had a Million (1932). Otros papeles de importancia fueron el de Reina de Corazones en Alicia en el país de las maravillas (1933), Condesa Vronsky en Ana Karenina (1936), Tía Elizabeth en Bringing Up Baby (1938), Tía Polly en Las aventuras de Tom Sawyer (1938), y el de Granny en A Star Is Born (1937). Robson todavía fue protagonista, en 1940, del film Granny Get Your Gun, con 82 años de edad. La última interpretación cinematográfica de Robson tuvo lugar en 1942, año de su muerte, en el film Joan of Paris.
En 1933, con 75 años de edad, fue nominada al Oscar a la mejor actriz por Lady for a Day, perdiendo el premio ante Katharine Hepburn. Fue la primera persona nacida en Australia en ser nominada a un Oscar a la interpretación, y durante muchos años fue la actriz de más edad con una nominación.
May Robson falleció en 1942, a los 84 años de edad en el barrio neoyorquino de Queens, por causas naturales. Fue enterrada en el Cementerio Flushing en Queens.

## Filmografía parcial
- Rey de reyes (1927)
- Chicago (1927)
- Red-Headed Woman (La pelirroja) (1932)
- If I Had a Million (Si yo tuviera un millón) (1932)
- Strange Interlude (Extraño intervalo) (1932)
- The White Sister (La hermana blanca) (1933)
- Cena a las ocho (1933)
- Beauty for Sale (Belleza a la venta) (1933)
- Lady for a Day (Dama por un día) (1933)
- Dancing Lady (Alma de bailarina) (1933)
- Alicia en el país de las maravillas (1933)
- Lady by Choice (El ángel del arroyo) (1934)
- Reckless (La indómita) (1935)
- Ana Karenina (1935)
- Wife vs. Secretary (Entre esposo y secretaria) (1936)
- A Star Is Born (Ha nacido una estrella) (1937)
- Las aventuras de Tom Sawyer (1938)
- Bringing Up Baby (1938)
- Four Daughters (1938)
- The Texans (1938)
- They Made Me a Criminal (1939)
- Daughters Courageous (1939)
- That's Right - You're Wrong (1939)
- Four Wives (1939)
- Irene (1940)
- Million Dollar Baby (1941)
- Joan of Paris (1942)

## Premios y distinciones
Premios Óscar
| Año  | Categoría    | Película        | Resultado |
| ---- | ------------ | --------------- | --------- |
| 1934 | Mejor actriz | Dama por un día | Nominada  |